# Enaria limbalis
Enaria limbalis är en skalbaggsart som beskrevs av Leon Fairmaire 1899. Enaria limbalis ingår i släktet Enaria och familjen Melolonthidae. Inga underarter finns listade i Catalogue of Life.